# Augusto Rodrigues
Augusto Rodrigues (Recife, 21 de dezembro de 1913 — Resende, 9 de abril de 1993) foi um artista plástico e arte-educador brasileiro. Foi pintor, desenhista, gravador, ilustrador, caricaturista e fotógrafo.
Foi o pioneiro na criação das escolinhas de arte para crianças no Brasil. Augusto Rodrigues nasceu em 21 de Dezembro de 1913, no Recife (PE). Trabalhou no ateliê de Percy Lau. Em 1933,
realizou sua primeira exposição individual. No mesmo ano, iniciou sua atividade
como ilustrador e caricaturista no Diario de Pernambuco. Ao lado de Guignard e Portinari
expos, em 1934, na Associação dos Artistas Brasileiros, no Rio de Janeiro. Em
1935 mudou-se para o Rio de Janeiro e tornou-se colaborador de jornais e de
revistas como “O Estado de S. Paulo” e “O Cruzeiro”. Participou da fundação e
do planejamento dos jornais “Folha Carioca”, “Diretrizes” e “Última Hora”. Com
a colaboração de Lúcia Alencastro, Oswaldo Goeldi, Vera Tormenta, Fernando Pamplona
e Humberto Branco, fundou a Escolinha de Arte do Brasil, em 1948. Em 1971
editou seu primeiro livro de poesia, “27 Poemas”. O segundo livro, “A fé entre
os Desencantos”, foi publicado em 1980. Em 1989, lançou “Largo do Boticário –
Em Preto e Branco”, composto por 80 fotografias tiradas no decorrer de vários
anos.
Morreu aos 79 anos, de parada cardíaca e insuficiência respiratória, na Santa Casa de Resende (RJ). Foi enterrado no Cemitério de São João Batista, no bairro de Botafogo, na capital fluminense.